# Alberto Manguel
Alberto Manguel (ur. 13 marca 1948 w Buenos Aires) – argentyński pisarz, tłumacz i redaktor.

## Życiorys
Manguel dorastał w Izraelu, w Tel Avivie, gdzie jego ojciec pełnił funkcję argentyńskiego ambasadora. Do Argentyny wrócił będąc jeszcze nastolatkiem. Wtedy też, gdy pracował w księgarni Pygmalion w Buenos Aires, poznał Jorge Luisa Borgesa. W latach 1964–68 Manguel czytał książki ociemniałemu już wtedy pisarzowi.
W 1967 rozpoczął studia na Wydziale Filozofii i Literatury na Uniwersytecie w Buenos Aires. Porzucił je po roku i zaczął pracować jako redaktor w wydawnictwie Galerna.
Pierwsze wyróżnienie literackie Manguel zdobył w 1971 r., gdy mieszkał w Paryżu. Była to nagroda argentyńskiego dziennika La Nación, przyznana za tom opowiadań. W 1972 r. wrócił do Buenos Aires i przez rok pracował dla tej gazety. W 1974 r. zaczął współpracę z wydawnictwem Franco Maria Ricci w Mediolanie, gdzie poznał Gianni Guadalupiego, z którym napisał później Przewodnik po miejscach wyobrażonych, książkę podróżniczą opisującą miejsca istniejące tylko w literaturze, takie jak: Shangri-La, Atlantyda, Kraina Oz Lymana Franka Bauma, Kraina Czarów Lewisa Carrolla, Utopia Tomasza Morusa czy Narnia C.S. Lewisa.
W 1976 r. Manguel przeprowadził się na Tahiti, gdzie pracował w wydawnictwie Les Editions du Pacifique. W kolejnym roku przeniósł się do Paryża, a w 1978 r. do Milford w Surrey, gdzie założył Ram Publishing Company. Wydawnictwo nie przetrwało długo. W 1979 wrócił na Tahiti, gdzie pracował przez kolejne trzy lata.
W 1982 przeniósł się do Toronto w Kanadzie, gdzie mieszkał, z krótką przerwą, aż do roku 2000. W tym czasie współpracował regularnie z dziennikiem Globe & Mail z Toronto, The Times Literary Supplement z Londynu, pismami amerykańskimi: New York Times i The Washington Post, australijskimi The Sydney Morning Herald i Australian Review of Books, oraz gazetą Svenska Dagbladet ze Sztokholmu. Ponadto pisał recenzje książek i przedstawień teatralnych dla Canadian Broadcasting Corporation.
Jego pierwsza powieść News from a Foreign Country Came w 1992 r. otrzymała nagrodę McKittericka, przyznawaną od roku 1990 przez Stowarzyszenie Pisarzy Zjednoczonego Królestwa.
Manguel w roku 2000 przeprowadził się do Poitou-Charentes (Francja), gdzie razem z partnerem kupił i odnowił średniowieczne gospodarstwo. W stodole umieścił swoją bibliotekę, która liczy 35.000 woluminów.
Był profesorem na wielu uniwersytetach i wygłosił wiele odczytów w instytucjach kulturalnych i szkołach wyższych.
Manguel pisze głównie po angielsku, który razem z niemieckim są jego pierwszymi językami. Biegle posługuje się również hiszpańskim.

## Nagrody i wyróżnienia
- Nagroda dziennika La Nación, 1971
- Nagroda Krytyków Niemieckich, 1981 za Von Atlantis bis Utopia, tłumaczenie The Dictionary of Imaginary Places
- Wyróżnienie honorowe Nagrody Tłumaczy Lewis Gallantière, 1986, którą przyznaje Amerykańskie Stowarzyszenie Tłumaczy
- Nagrady McKitterick, 1992 Stowarzyszenie Pisarzy Zjednoczonego Królestwa za swoją pierwszą książkę, News from a Foreign Country Came
- Nagroda Kanadyjskiego Stowarzyszenia Pisarzy, 1992
- Kawaler Orderu Sztuki i Literatury, Francja, 1996
- Nagroda Harbourfront, Kanada, 1992
- Nagroda Medicis, 1998 za Historię czytania
- Nagroda France Culture (Etranger), 2001
- Nagroda Fundacji Germán Sánchez Ruipérez, 2002, za osiągnięcia na polu krytyki literackiej
- Nagroda Poitou-Charentes, 2004 za Chez Borges
- Stypendium Guggenheima, 2004
- Oficer Orderu Sztuki i Literatury, Francja, 2004
- Stypendium S. Fischer, Niemcy, 2004-2005
- Nagroda Roger Caillois, 2004
- Medal al Mérito, Argentyna, 2007
- Nagroda Milovana Vidakovica, Nowy Sad, Serbia, 2007
- Nagroda Grinzane Cavour de Ensayo, 2007 za Dziennik lektur
- Oficer Orderu Kanady, 2017